# Corporation municipale de Mangalagiri Tadepalli
La corporation municipale de Mangalagiri Tadepalli est l'organe municipal qui gouverne les villes de Mangalagiri et Tadepalle dans le district de Guntur de l'Andhra Pradesh, en Inde. Elle est formée en 2020 par la fusion de ces deux localités.